# Michael Klein (kierowca wyścigowy)
Michael Klein (ur. 3 stycznia 1988 w Aalen) – niemiecki kierowca wyścigowy.

## Kariera

### Formuła 3
Klein rozpoczął karierę w wyścigach samochodowych w roku 2006, od startów w Trofeum Niemieckiej Formuły 3 (Recaro Formel 3 Trophy). W ciągu sześciu wyścigów raz stanął na podium. Dorobek 18 punktów dał mu dziewiąte miejsce. Rok później prócz trofeum, był również klasyfikowany w pucharze Niemieckiej Formuły 3 (ATS Formel 3 Cup). Podczas gdy w głównej klasyfikacji był siódmy, w Trofeum odnosił aż 10 zwycięstw i czternastokrotnie stawał na podium. Uzbierane 141 punktów pozwoliło mu pokonać wszystkich rywali i zdobyć tytuł. W tym samym sezonie w Austriackiej Formule 3 wystartował w czterech wyścigach i właśnie cztery wyścigi wygrał. Był też czwarty w klasyfikacji generalnej. W 2008 roku Niemiec dołączył do stawki Formuły 3 Euro Series z ekipą Jo Zeller Racing. 2 punkty dały mu 23 pozycję w klasyfikacji końcowej.

## Statystyki
| Sezon | Seria                         | Zespół                | Wyścigi | Zwycięstwa | PP | NO | Podium | Punkty | Pozycja |
| ----- | ----------------------------- | --------------------- | ------- | ---------- | -- | -- | ------ | ------ | ------- |
| 2006  | Trofeum Niemieckiej Formuły 3 | Swiss Racing Team     | 6       | 0          | 0  | 0  | 1      | 18     | 9       |
| 2007  | Trofeum Niemieckiej Formuły 3 | HS Technik Motorsport | 18      | 10         | 15 | 16 | 14     | 141    | 1       |
| 2007  | Austriacka Formuła 3          | HS Technik Motorsport | 4       | 4          | 4  | 4  | 4      | 80     | 4       |
| 2007  | Niemiecka Formuła 3           | HS Technik Motorsport | 18      | 0          | 0  | 0  | 0      | 29     | 7       |
| 2008  | Formuła 3 Euro Series         | Jo Zeller Racing      | 8       | 0          | 0  | 0  | 0      | 2      | 23      |